# 斯普林格羅夫鎮區 (明尼蘇達州休斯頓縣)
斯普林格羅夫鎮區（英語：Spring Grove Township）是位於美國明尼蘇達州休斯頓縣的一個行政鎮區。

## 地方資料
斯普林格羅夫鎮區的面積為90.49平方千米，當中陸地面積為90.34平方千米，而水域面積為0.15平方千米。根據2020年美國人口普查的數據，當地共有人口343人，而人口密度為每平方千米3.79人。